# Mein Leben & Ich/Episodenliste

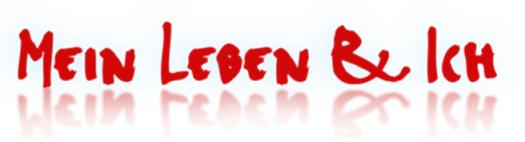
Logo zur Serie

Diese Episodenliste enthält alle Episoden der deutschen Comedyserie Mein Leben & Ich, sortiert nach der Erstausstrahlung. Die Fernsehserie umfasst sechs Staffeln mit 74 Episoden.
| Staffel | Episodenanzahl | Erstausstrahlung Deutschland | Erstausstrahlung Deutschland |
| Staffel | Episodenanzahl | Premiere                     | Finale                       |
| ------- | -------------- | ---------------------------- | ---------------------------- |
| 1       | 9              | 14. September 2001           | 9. November 2001             |
| 2       | 13             | 12. September 2003           | 19. Dezember 2003            |
| 3       | 13             | 2. Januar 2004               | 24. März 2004                |
| 4       | 13             | 23. Februar 2005             | 18. Mai 2005                 |
| 5       | 13             | 21. April 2006               | 22. Dezember 2006            |
| 6       | 13             | 15. November 2009            | 20. Dezember 2009            |

## Staffel 1
| Nr. (ges.) | Nr. (St.) | Originaltitel               | Erstausstrahlung Deutschland |
| ---------- | --------- | --------------------------- | ---------------------------- |
| 1          | 1         | Der Einbruch                | 14. Sep. 2001                |
| 2          | 2         | Eine gewisse Chemie         | 21. Sep. 2001                |
| 3          | 3         | Die Liste                   | 28. Sep. 2001                |
| 4          | 4         | Villa Massimo               | 5. Okt. 2001                 |
| 5          | 5         | Der Schnappschuss           | 12. Okt. 2001                |
| 6          | 6         | Der Babyschreck             | 19. Okt. 2001                |
| 7          | 7         | Der erste Kuss              | 26. Okt. 2001                |
| 8          | 8         | Eisen macht glücklich       | 2. Nov. 2001                 |
| 9          | 9         | Eine verhängnisvolle Affäre | 9. Nov. 2001                 |

## Staffel 2
| Nr. (ges.) | Nr. (St.) | Originaltitel              | Erstausstrahlung Deutschland |
| ---------- | --------- | -------------------------- | ---------------------------- |
| 10         | 1         | Alles wird anders – Teil 1 | 12. Sep. 2003                |
| 11         | 2         | Alles wird anders – Teil 2 | 19. Sep. 2003                |
| 12         | 3         | Seelenverwandte            | 26. Sep. 2003                |
| 13         | 4         | Der große Wurf             | 10. Okt. 2003                |
| 14         | 5         | Bleib‘, wie du bist!       | 17. Okt. 2003                |
| 15         | 6         | Sterben in Köln            | 31. Okt. 2003                |
| 16         | 7         | Der perfekte Mann          | 7. Nov. 2003                 |
| 17         | 8         | Glückskekse                | 14. Nov. 2003                |
| 18         | 9         | Freunde & Lover            | 21. Nov. 2003                |
| 19         | 10        | Der Besuch der alten Dame  | 28. Nov. 2003                |
| 20         | 11        | Das Experiment             | 5. Dez. 2003                 |
| 21         | 12        | Die Parkplatz-Pleite       | 12. Dez. 2003                |
| 22         | 13        | Oberstufenblues            | 19. Dez. 2003                |

## Staffel 3
| Nr. (ges.) | Nr. (St.) | Originaltitel               | Erstausstrahlung Deutschland |
| ---------- | --------- | --------------------------- | ---------------------------- |
| 23         | 1         | Herzensbrecher              | 2. Jan. 2004                 |
| 24         | 2         | Wieder allein               | 9. Jan. 2004                 |
| 25         | 3         | Neue Nachbarn               | 14. Jan. 2004                |
| 26         | 4         | Das Coming Out              | 21. Jan. 2004                |
| 27         | 5         | Rebellen                    | 28. Jan. 2004                |
| 28         | 6         | Tortur d’Amour              | 4. Feb. 2004                 |
| 29         | 7         | Nicht von schlechten Eltern | 11. Feb. 2004                |
| 30         | 8         | Modeopfer                   | 18. Feb. 2004                |
| 31         | 9         | Die Avocadokrise            | 25. Feb. 2004                |
| 32         | 10        | Blinde Flecken              | 3. März 2004                 |
| 33         | 11        | Die Landpartie              | 10. März 2004                |
| 34         | 12        | Familiengeheimnisse         | 17. März 2004                |
| 35         | 13        | Nacht in Flammen            | 24. März 2004                |

## Staffel 4
| Nr. (ges.) | Nr. (St.) | Originaltitel               | Erstausstrahlung Deutschland |
| ---------- | --------- | --------------------------- | ---------------------------- |
| 36         | 1         | Die Recycling-Lüge          | 23. Feb. 2005                |
| 37         | 2         | Die Geburtstagsüberraschung | 2. März 2005                 |
| 38         | 3         | Therapie zwecklos           | 9. März 2005                 |
| 39         | 4         | Taubenjagd                  | 16. März 2005                |
| 40         | 5         | Modellversuch               | 23. März 2005                |
| 41         | 6         | Bambi                       | 30. März 2005                |
| 42         | 7         | Fehlstart                   | 6. Apr. 2005                 |
| 43         | 8         | Die Dunkelkammer            | 20. Apr. 2005                |
| 44         | 9         | Reden ist Silber...         | 27. Apr. 2005                |
| 45         | 10        | Afrika                      | 4. Mai 2005                  |
| 46         | 11        | Niko                        | 11. Mai 2005                 |
| 47         | 12        | Hausbesuch                  | 18. Mai 2005                 |
| 48         | 13        | Berlin, Berlin              | 18. Mai 2005                 |

## Staffel 5
| Nr. (ges.) | Nr. (St.) | Originaltitel                                            | Erstausstrahlung Deutschland |
| ---------- | --------- | -------------------------------------------------------- | ---------------------------- |
| 49         | 1         | Dick im Geschäft                                         | 21. Apr. 2006                |
| 50         | 2         | Ich will nicht wissen, was Du vor fünf Jahren getan hast | 28. Apr. 2006                |
| 51         | 3         | Nachtwache                                               | 5. Mai 2006                  |
| 52         | 4         | Sex, Lügen & DVD                                         | 12. Mai 2006                 |
| 53         | 5         | Familienbande                                            | 19. Mai 2006                 |
| 54         | 6         | Das Dream Team                                           | 2. Juni 2006                 |
| 55         | 7         | Claudia & Basti                                          | 9. Juni 2006                 |
| 56         | 8         | Der Date Doktor                                          | 16. Juni 2006                |
| 57         | 9         | Niko, der Lügner                                         | 24. Nov. 2006                |
| 58         | 10        | Der Hochzeitstag                                         | 1. Dez. 2006                 |
| 59         | 11        | Haus über Kopf                                           | 8. Dez. 2006                 |
| 60         | 12        | Die Reifeprüfung                                         | 15. Dez. 2006                |
| 61         | 13        | Abicalypse Now                                           | 22. Dez. 2006                |

## Staffel 6
| Nr. (ges.) | Nr. (St.) | Originaltitel              | Erstausstrahlung Deutschland |
| ---------- | --------- | -------------------------- | ---------------------------- |
| 62         | 1         | Ein einfacher Plan         | 15. Nov. 2009                |
| 63         | 2         | Niko & Nina                | 15. Nov. 2009                |
| 64         | 3         | Wenn Frauen hassen         | 22. Nov. 2009                |
| 65         | 4         | Kindheitstrauma            | 22. Nov. 2009                |
| 66         | 5         | Tante Tesi                 | 29. Nov. 2009                |
| 67         | 6         | Zimmer frei                | 29. Nov. 2009                |
| 68         | 7         | Lebe dein Leben!           | 6. Dez. 2009                 |
| 69         | 8         | Stille Nacht               | 6. Dez. 2009                 |
| 70         | 9         | Kiffen bis der Arzt kommt  | 13. Dez. 2009                |
| 71         | 10        | Sag niemals nein!          | 13. Dez. 2009                |
| 72         | 11        | Gipfelstürmer              | 20. Dez. 2009                |
| 73         | 12        | Auf Leben und Tod – Teil 1 | 20. Dez. 2009                |
| 74         | 13        | Auf Leben und Tod – Teil 2 | 20. Dez. 2009                |